# 木谷實
- 木谷實
- 木谷実

木谷 實（きたに みのる、1909年1月25日 - 1975年12月19日）は、囲碁の棋士。兵庫県神戸市出身、鈴木為次郎名誉九段門下、九段。木谷道場主催。位階は従四位、勲等は勲二等。日本棋院囲碁殿堂入り。大倉賞受賞者。
20世紀の棋士の中でも指折りの存在とされており呉清源と共に大正時代から活躍。また、自宅を木谷道場として内弟子をとりタイトルを争うトップ棋士から普及に専念する地方棋士まで多くの棋士を育てた。
弟子たちは1970年代初頭から1990年代半ば頃までタイトル戦線を席巻し、現在孫弟子まで含めた一門のプロ棋士は50人以上、段位の合計は500段を突破している。
弟子に大竹英雄名誉碁聖・加藤正夫名誉王座・二十四世本因坊秀芳・武宮正樹九段・小林光一名誉棋聖・二十五世本因坊治勲・小林覚九段・ほか多数。

## 人物
若くして天才と呼ばれ、1924年に日本棋院が設立されるとすぐに参加している。そこで中国から来た呉清源と出会い、後に彼は友人でありかつ最大の好敵手となる。
木谷と呉は1933年から1936年ごろに「新布石」と呼ばれる革新的な序盤理論を発表している。
彼らは1939年から「世紀の対局」とも称される「鎌倉十番碁」を打ったが、その結果は呉の勝利に終わっている。本因坊には3度挑戦して獲得は失敗するなど大タイトルには恵まれなかったため「悲劇の棋士」と呼ばれることもある。また、新布石を初めとした新機軸を多数創案した。
また全国から優秀な少年を集めて育成した「木谷道場」からは多くの大棋士が巣立ち、昭和後半のタイトル戦線をほぼ独占するほどの勢いを示した。
アマチュア指導にも力を注ぎ、土曜木谷会（のち仁風会）を主宰。
大食漢であり、あるときには朝五杯、昼六杯、夜七杯と、どんぶりめしを食いあげたといわれる。1923年（大正12年）の関東大震災には鈴木為次郎の神田の下宿で遭遇し、昼食にかかろうとする時で木谷はおはちを抱えて外に飛び出した（鈴木為次郎談）。本人は二所ノ関部屋に居候して鈴木へ通っていた時代、部屋にいた玉錦（第32代横綱）から弟分として可愛がられて大食漢になったという。
病気で医師や家族が休場をすすめても、なかなか聞き入れず、「偉大なる駄々ッ子」の異名があった。
また、ベテランとなって後、その存在の大きさから「大木谷」と呼ばれた。
妻の美春は長野県の地獄谷温泉にある温泉宿「後楽館」の経営者の長女。棋士の小林禮子は三女。小林光一名誉三冠は婿（禮子の夫）。棋士で女流本因坊などを獲得した小林泉美は孫（禮子の子）。元五冠王の張栩九段は孫の夫（泉美の夫）。棋士の張心澄はひ孫（泉美の子）。

## 生涯
- 明治42年1月25日、父十作、母菊江の長男として神戸市水木通に生まれる。
- 1917年 8歳の頃から鳥居鍋次郎に師事。
- 1918年 鴻原正広、久保松勝喜代に師事。
- 1917年 父方の祖父没、遺言により父も實を棋士として立たせることを決意。
- 1921年11月25日　12歳で弟子入りのため東京へ、鈴木為次郎の弟子となる。下宿先を探す必要があったため、久保松が二所ノ関親方へ頼み込み、二所ノ関部屋に居候して鈴木へ通うこととなる[1][2]。
- 1922年 鈴木の最初の内弟子となる[2]。
- 1923年 この年創立の中央棋院に通う。9月関東大震災。12月鈴木とともに大塚の家に世話になる。
- 1924年(大正13年）15歳2月15日付で入段。7月日本棋院設立。初段棋士として参加。
- 1926年 春、日本棋院定式手合で二段に昇段。同年夏、推薦により三段に進む。独立した棋正社と日本棋院との間で行われた院社対抗戦に、日本棋院側の代表として出場し、ジゴをはさんで8連勝を果たす。
- 1927年 (昭和2年）3月、四段に進む。4月、日本棋院大手合開始。東宮甲組四段棋士として参加、5勝3敗、三等に入賞。1月～5月掲載の東京日日新聞主催新進打切碁戦で十人抜きを果たし「怪童丸」と呼ばれる。日本棋院社対棋正社敗退手合で8人抜き。
- 1928年 春期大手合、二等に入賞。
- 1929年（昭和4年）呉清源三段と初手合。黒の天元マネ碁。春季大手合全勝優勝。秋期大手合三等に入賞。
- 1930年 2月15日、五段に昇進。春、鈴木為次郎のもとから独立。妹ともに青山に居をかまえる。
- 1931年 (昭和6年）1月～4月の「新進打切碁戦」で呉清源四段との持碁打ち直しを含んで五人抜く。10月10日、美春夫人と結婚。麹町に新所帯。
- 1932年 秋期大手合、三等に入賞。8月西荻窪に転居。
- 1933年（昭和8年）時事新報主催で呉清源五段と十番碁を打つ。三勝三敗で中止。11月、呉清源とともに後楽館に滞在し新布石を発表[6]。木谷と呉の研究を囲碁ライターの安永一がまとめたものだった。「新布石法」は、またたくまに囲碁界で大ブームとなる。3月長女誕生。
- 1934年（昭和9年）、呉清源（五段）との第一次十番碁を開始。三勝三敗で、第六局で打ち切りとなる。2月、六段に昇進。5月、呉清源五段らと満州国、中華民国訪問に出発。7月朝鮮を経て帰京。秋期大手合三等に入賞。12月、処女作「布石と定石の統合」を出版。滝野川区中里に移る。12月次女誕生。
- 1935年 秋期大手合二等に入賞。12月長男誕生。
- 1936年 1月1日付けで七段の免状授与。4月「勝抜き三番棋戦」で1昭和9年2月以来十人抜きを達成、懸賞金三千円を獲得。秋期大手居準三等に入賞。9月、次女没。
- 1937年 6月17日「本因坊名人引退碁」挑戦者決定6人リーグ開始。夏、平塚に移る。12月次男誕生。
- 1938年（昭和13年）4月「名人引退後」挑戦者決定リーグで五戦全勝。6月26日、本因坊秀哉名人との引退碁を開始。打ち継ぎ15回を経て、12月4日に終局。木谷の先番五目勝に終わる。この対局の模様を、川端康成が観戦記に書き、さらにそれをもとに、小説『名人』を執筆した。小説中では木谷は大竹と呼ばれている。いわば引き継ぐ形になった本因坊と名人は木谷本人は獲得できなかったが弟子たちがタイトルを獲得した。
- 1939年 6月、「木谷・呉清源十番碁」開始。12月、三女禮子誕生。
- 1940年「木谷・呉清源十番碁」 6局目まで呉の5勝1敗で先相先に打込まれる。第一期本因坊戦（全日本選手権）選士級本戦開始。第三次優勝。12月、父没。
- 1941年（昭和16年）、呉清源七段との第2次十番碁は、呉の6勝4敗で終わる。
- 1942年 前期大手合で篠原正美六段を白番で破り、八段の昇段点を獲得。9月1日に呉清源とともに八段に昇進。5月四女誕生。7月、木谷会発会（毎週土曜日）
- 1944年 6月14・15日応召のため壮行譜として呉清源八段と記念対局。7月3日、朝鮮第22部隊（京城・龍山）に赴く。9月29日、除隊。9月、五女誕生。
- 1945年（昭和20年）、4月山梨疎開、7月平塚の自宅が戦災のため全焼。10月平塚に戻る。
- 1946年 藤沢庫之助七段との三番碁。木谷二勝一敗。
- 1947年（昭和22年）、林有太郎七段と三番勝負を行い第四期本因坊戦の挑戦者に決定。岩本薫和本因坊に挑戦するが、2-3で敗退。三男誕生。
- 1948年 大手合復活。
- 1953年（昭和28年）、高川秀格本因坊に挑戦するが、4-2で敗退。
- 1954年（昭和29年）、高血圧（脳溢血）で倒れ、二年間の療養に入る。
- 1956年 12月第二期最高位戦リーグで前田陳繭八段を破り、九段に昇進。
- 1957年（昭和32年）、1月、第一期「高松宮賞・東京新聞社杯争奪・囲碁選手権」三番勝負にて林有太郎七段を破り優勝。3月、第二期最高位戦で坂田栄男九段に挑戦し、3-1でタイトル奪取。4月「日本最強決定戦」で13年ぶりに呉清源九段と対局。
- 1958年（昭和33年）、第三期最高位戦で島村利博八段の挑戦を3-2で退け、最高位を連覇。3月第五期日本棋院選手権で坂田に挑戦するも敗れる。
- 1959年（昭和34年）、高川秀格本因坊に挑戦するが、4-2で敗退。最高位戦で坂田栄男の挑戦を受け、3-2で敗退。
- 1960年（昭和35年）、第7期NHK杯戦優勝。
- 1961年 5月四谷三栄町に道場を開設。
- 1962年（昭和37年）、7月、日本棋院棋士会長（1964年6月まで）「木谷一門百段突破記念祝賀会」開催。(8月）。
- 1963年 12月、二度目の脳溢血発作で倒れ日本棋院で静養し翌朝帰宅。同月31日東大病院に入院。
- 1964年（昭和39年）、2月50日ぶりに対局に復帰。7月、名人戦リーグ対局中病状悪化、手合いから遠のく。
- 1965年（昭和40年）、6月、日本棋院理事に選出される。10月、紫綬褒章を受章。
- 1968年（昭和43年）、7月、美春夫人とともに第3回大倉賞を受賞。第六期プロ十傑戦でファン投票により14位に選ばれたため[7]、病気休場中の身ながら、12月24日、一回戦で本田邦久七段と対局して敗れる。この碁が正規の手合いとしては最終局となる。
- 1969年 木谷實九段還暦祝賀会。6月理事を辞任。7月日本棋院顧問に就任。
- 1970年（昭和45年）、「木谷一門二百段突破記念大会」（3月）。
- 1971年 門下生の石田芳夫七段が「本因坊」を獲得。木谷の宿願を代わって果たす。
- 1972年 8月、ハワイ棋院創立25周年記念囲碁大会が行われ一門を引き連れてハワイを訪問。
- 1973年 7月、三度目の脳溢血発作に倒れる。9月茅ヶ崎病院で療養生活。
- 1974年 3月、三女の禮子と弟子の小林光一が結婚。5月、退院自宅療養。
- 1974年（昭和49年）、3月木谷道場閉鎖、平塚へ戻る。
- 1975年（昭和50年）、12月19日心不全のため平塚の自宅で死去。享年66。21日自宅で葬儀。28日、日本棋院葬。従四位勲二等瑞宝章に叙せられる。
- 1977年 「木谷實全集」刊行開始。6月20日、孫の小林泉美誕生。
- 1978年 5月、「木谷實全集」完結。
- 2010年(平成22年)、第7回囲碁殿堂入り。

## 棋歴
- 最高位戦（1957、1958）
- 囲碁選手権戦（1957）
- NHK杯（1959）
- 本因坊戦挑戦者（1947、1953、1959）

## 棋風
木谷の棋風は生涯何度も変化している。低段時代は戦闘的な棋風で「怪童丸」の異名をとったが、五段時代に新布石を発表して位の高い碁に変化した（前田陳爾はこの時代の木谷を「史上最強の五段」と評している）。1936年ごろからは実利を重んじる棋風となって呉清源との十番碁を戦っている。療養からの復帰後は、先に地を稼いで相手に大模様を張らせて突入する戦法を多く採るようになり、「木谷流のドカン」と呼ばれた。

## 新布石
1933年（昭和8年）に地獄谷温泉にある美春の実家「後楽館」に呉清源と滞在しなが議論を重ね、1934年安永一四段執筆により『囲棋革命・新布石法』を出版した。従来の隅から辺へ、辺から中央へと決められた定石からの脱却を目指し、地と勢力の中庸をいくこの理論は、昭和の囲碁界をプロからアマチュアまで大きく変えていった。

## 木谷定石
木谷は新布石構想の他、いくつかの新手を打ち出している。現在も打たれる手もあるが、独特の感覚であるため他に真似する棋士が現れない手段も多い。
- ツケヒキ定石

|  |  |  |  |  |  |  |  |  |  |  |  |  |  |  |  |  |  |  |
|  |  |  |  |  |  |  |  |  |  |  |  |  |  |  |  |  |  |  |
|  |  |  |  |  |  |  |  |  |  |  |  |  |  |  |  |  |  |  |
|  |  |  |  |  |  |  |  |  |  |  |  |  |  |  |  |  |  |  |
|  |  |  |  |  |  |  |  |  |  |  |  |  |  |  |  |  |  |  |
|  |  |  |  |  |  |  |  |  |  |  |  |  |  |  |  |  |  |  |
|  |  |  |  |  |  |  |  |  |  |  |  |  |  |  |  |  |  |  |
|  |  |  |  |  |  |  |  |  |  |  |  |  |  |  |  |  |  |  |
|  |  |  |  |  |  |  |  |  |  |  |  |  |  |  |  |  |  |  |
|  |  |  |  |  |  |  |  |  |  |  |  |  |  |  |  |  |  |  |
|  |  |  |  |  |  |  |  |  |  |  |  |  |  |  |  |  |  |  |
|  |  |  |  |  |  |  |  |  |  |  |  |  |  |  |  |  |  |  |
|  |  |  |  |  |  |  |  |  |  |  |  |  |  |  |  |  |  |  |
|  |  |  |  |  |  |  |  |  |  |  |  |  |  |  |  |  |  |  |
|  |  |  |  |  |  |  |  |  |  |  |  |  |  |  |  |  |  |  |
|  |  |  |  |  |  |  |  |  |  |  |  |  |  |  |  |  |  |  |
|  |  |  |  |  |  |  |  |  |  |  |  |  |  |  |  |  |  |  |
|  |  |  |  |  |  |  |  |  |  |  |  |  |  |  |  |  |  |  |
|  |  |  |  |  |  |  |  |  |  |  |  |  |  |  |  |  |  |  |

ツケヒキ定石の後は上辺白5に堅くツグのが伝統的な手法であったが、木谷は下辺のようにカケツぐ手段を開発した。白7まで一路広くヒラけるメリットがある。
- ツケサガリ定石

|  |  |  |  |  |  |  |  |  |
|  |  |  |  |  |  |  |  |  |
|  |  |  |  |  |  |  |  |  |
|  |  |  |  |  |  |  |  |  |
|  |  |  |  |  |  |  |  |  |
|  |  |  |  |  |  |  |  |  |
|  |  |  |  |  |  |  |  |  |
|  |  |  |  |  |  |  |  |  |
|  |  |  |  |  |  |  |  |  |

木谷はツケヒキではなく図白4のサガリを多用した。やや手がかかり過ぎと見られて、他の棋士はほとんど使用しなかった。「木谷定石」といった場合、この手段を指すことが多い。
- ツキアタリ

|  |  |  |  |  |  |  |  |  |
|  |  |  |  |  |  |  |  |  |
|  |  |  |  |  |  |  |  |  |
|  |  |  |  |  |  |  |  |  |
|  |  |  |  |  |  |  |  |  |
|  |  |  |  |  |  |  |  |  |
|  |  |  |  |  |  |  |  |  |
|  |  |  |  |  |  |  |  |  |
|  |  |  |  |  |  |  |  |  |

木谷は小目一間高ガカリに対し、白2に突き当たる手段を多用した。以下黒3～9と進行する。ツキアタリはあまりに形が悪く、相手に好形を与えるとして全く他に打つ棋士が現れなかったが、木谷は信念でこの手を打ち続けた。

## 木谷道場
木谷は棋士の育成に非常に力を注ぎ神奈川県平塚市の彼の実家において「木谷道場」を開き、美春によって運営されていた。木谷が療養中の1963年以降は梶原武雄が、いわば一門の「師範代」として厳しく彼らを鍛えた。主な門下生は以下の通り。
| 棋士     | 称号                         | 棋聖 | 名人 | 本因坊 | 王座 | 天元 | 碁聖 | 十段 | 最優秀 棋士賞 |
| -------- | ---------------------------- | ---- | ---- | ------ | ---- | ---- | ---- | ---- | ------------- |
| 大竹英雄 | 名誉碁聖                     |      | 4    |        | 1    |      | 7    | 5    | 2             |
| 石田芳夫 | 二十四世本因坊               |      | 1    | 5      | 2    | 1    |      |      | 2             |
| 加藤正夫 | 名誉王座                     |      | 2    | 4      | 11   | 4    | 3    | 7    | 7             |
| 趙治勲   | 二十五世本因坊・名誉名人     | 8    | 9    | 12     | 3    | 2    | 2    | 6    | 9             |
| 小林光一 | 名誉棋聖・名誉名人・名誉碁聖 | 8    | 8    |        |      | 5    | 9    | 5    | 7             |
| 武宮正樹 | 九段                         |      | 1    | 6      |      |      |      | 3    |               |
| 小林覚   | 九段                         | 1    |      |        |      |      | 1    |      | 1             |

太字は歴代最多獲得。

## 弟子

### 弟子
弟子は木谷道場を参照

### 孫弟子
| 棋士                  | 段位 | 生年 | 入段 | 師     | 実績など                     | url    |
| --------------------- | ---- | ---- | ---- | ------ | ---------------------------- | ------ |
| 谷宮悌二              | 九段 | 1939 | 1955 | 梶     | 七段戦準優勝                 | [ 8 ]  |
| 吉田洋逸              | 六段 | 1944 | 1967 | 本田   | 欧州囲碁指導者               | [ 9 ]  |
| 木谷好美              | 二段 | 1952 | 1975 | 尾崎   | テレビ早碁司会者             | [ 10 ] |
| 水野芳香              | 三段 | 1956 | 1983 | 土田   |                              | [ 11 ] |
| 前田良二              | 七段 | 1960 | 1982 | 大平   | 筑波大学・理科大講師         | [ 12 ] |
| 小松英子              | 四段 | 1962 | 1981 | 筒井   | 女流奨励賞、小松英樹九段の妻 | [ 13 ] |
| 小県真樹              | 九段 | 1964 | 1980 | 土田   | 名人リーグ、通算800勝        | [ 14 ] |
| 大木啓司              | 七段 | 1965 | 1987 | 小林光 | 通算200勝                    | [ 15 ] |
| 大矢浩一              | 九段 | 1966 | 1980 | 小林光 | NEC俊英優勝、本因坊リーグ    | [ 16 ] |
| 岡田伸一郎            | 八段 | 1966 | 1985 | 加藤   | 通算400勝                    | [ 17 ] |
| 西村慶二              | 八段 | 1967 | 1983 | 大竹   | 通算300勝                    | [ 18 ] |
| 松岡秀樹              | 九段 | 1968 | 1987 | 土田   | 王冠                         | [ 19 ] |
| 大森泰志              | 八段 | 1968 | 1986 | 加藤   | 通算400勝                    | [ 20 ] |
| 酒井真樹              | 八段 | 1968 | 1987 | 小林光 | 名人戦リーグ                 | [ 21 ] |
| 鈴木伊佐男            | 七段 | 1968 | 1987 | 加藤   | 通算200勝                    | [ 22 ] |
| 穂坂繭                | 三段 | 1969 | 1990 | 小林   | NHK杯司会                    | [ 23 ] |
| 小山栄美              | 六段 | 1970 | 1987 | 加藤   | 女流名人4期                  | [ 24 ] |
| 高橋秀夫              | 七段 | 1971 | 1991 | 石田   | 通算200勝 四段戦優勝         | [ 25 ] |
| ハンス・ ピーチ       | 六段 | 1968 | 1997 | 小林千 | 欧州代表                     | [ 26 ] |
| 松原大成              | 六段 | 1972 | 1992 | 武宮   | 通算200勝                    | [ 27 ] |
| 吉原(梅沢) 由香里     | 六段 | 1973 | 1995 | 加藤   | 女流棋聖、『ヒカルの碁』監修 | [ 28 ] |
| 桑原陽子              | 六段 | 1974 | 1996 | 小林光 | 女流本因坊                   | [ 29 ] |
| 金澤秀男              | 八段 | 1975 | 1993 | 小林光 | 通算300勝                    | [ 30 ] |
| 王唯任                | 五段 | 1977 | 1997 | 筒井   | 博士前期課程修了             | [ 31 ] |
| 武宮陽光              | 六段 | 1977 | 1998 | 武宮   | NHK『囲碁の時間』講師        | [ 32 ] |
| 小林泉美              | 六段 | 1977 | 1997 | 小林光 | 女流タイトル多数             | [ 33 ] |
| 金秀俊                | 八段 | 1979 | 1996 | 趙治勲 | 新人王、名人戦リーグ         | [ 34 ] |
| 金光植                | 七段 | 1979 | 1995 | 趙治勲 | 韓国棋院所属                 | [ 35 ] |
| 松本武久              | 七段 | 1980 | 1997 | 趙治勲 | 台日精鋭準優勝               | [ 36 ] |
| 河野臨                | 九段 | 1981 | 1996 | 小林光 | 天元位3連覇                  | [ 37 ] |
| 三村芳織              | 三段 | 1981 | 2004 | 本田   | 向井三姉妹、三村智保九段の妻 | [ 38 ] |
| 鶴山淳志              | 七段 | 1981 | 1999 | 趙治勲 | 勝率第1位賞                  | [ 39 ] |
| 長島梢恵              | 二段 | 1984 | 2002 | 本田   | 向井三姉妹                   | [ 40 ] |
| 向井千瑛              | 五段 | 1987 | 2004 | 本田   | 向井三姉妹、女流本因坊       | [ 41 ] |
| アンティ・ トルマネン | 初段 | 1989 | 2017 | 小林千 | フィンランド出身             | [ 42 ] |
| 常石隆志              | 三段 | 1991 | 2011 | 小林孝 | アマ名人                     | [ 43 ] |

参考

## 家系
| 木谷實九段          |                     |                     |                     |                     |                     |                     |                     |                     |                     |                   |                   |                   |                   |             |             |             |             |  |  |  |  |  |  |
|                     |                     |                     |                     |                     |                     |                     |                     |                     |                     |                   |                   |                   |                   |             |             |             |             |  |  |  |  |  |  |
| 小林禮子 元女流名人 | 小林禮子 元女流名人 | 小林禮子 元女流名人 | 小林禮子 元女流名人 | 小林禮子 元女流名人 | 小林禮子 元女流名人 |                     |                     | 小林光一 名誉三冠   | 小林光一 名誉三冠   | 小林光一 名誉三冠 | 小林光一 名誉三冠 | 小林光一 名誉三冠 | 小林光一 名誉三冠 |             |             |             |             |  |  |  |  |  |  |
| 小林禮子 元女流名人 | 小林禮子 元女流名人 | 小林禮子 元女流名人 | 小林禮子 元女流名人 | 小林禮子 元女流名人 | 小林禮子 元女流名人 |                     |                     | 小林光一 名誉三冠   | 小林光一 名誉三冠   | 小林光一 名誉三冠 | 小林光一 名誉三冠 | 小林光一 名誉三冠 | 小林光一 名誉三冠 |             |             |             |             |  |  |  |  |  |  |
|                     |                     |                     |                     |                     |                     |                     |                     |                     |                     |                   |                   |                   |                   |             |             |             |             |  |  |  |  |  |  |
|                     |                     |                     |                     | 小林泉美 元女流二冠 | 小林泉美 元女流二冠 | 小林泉美 元女流二冠 | 小林泉美 元女流二冠 | 小林泉美 元女流二冠 | 小林泉美 元女流二冠 |                   |                   | 張栩 元五冠       | 張栩 元五冠       | 張栩 元五冠 | 張栩 元五冠 | 張栩 元五冠 | 張栩 元五冠 |  |  |  |  |  |  |
|                     |                     |                     |                     | 小林泉美 元女流二冠 | 小林泉美 元女流二冠 | 小林泉美 元女流二冠 | 小林泉美 元女流二冠 | 小林泉美 元女流二冠 | 小林泉美 元女流二冠 |                   |                   | 張栩 元五冠       | 張栩 元五冠       | 張栩 元五冠 | 張栩 元五冠 | 張栩 元五冠 | 張栩 元五冠 |  |  |  |  |  |  |
|                     |                     |                     |                     |                     |                     |                     |                     |                     |                     |                   |                   |                   |                   |             |             |             |             |  |  |  |  |  |  |
|                     |                     |                     |                     |                     |                     |                     |                     |                     |                     |                   |                   |                   |                   |             |             |             |             |  |  |  |  |  |  |
|                     |                     |                     |                     | 張心澄              | 張心澄              | 張心澄              | 張心澄              | 張心澄              | 張心澄              |                   |                   | 張心治            | 張心治            | 張心治      | 張心治      | 張心治      | 張心治      |  |  |  |  |  |  |

- 娘：小林禮子元女流名人
- 娘婿：小林光一名誉三冠
- 孫：小林泉美元女流二冠
- 孫婿：張栩元五冠
- 曾孫：張心澄初段、張心治初段

## 子女
三男五女を儲けている。50人以上の弟子をプロ入りさせた木谷だが、実子でプロ入りしたのは1人のみ。3人の男子は全て東京大学を卒業した。
- 長女 和子：東京芸術大学卒業。音楽家[45]。
- 次女：2歳で夭逝
- 長男 健一：東京大学医学部卒業。医師。国立療養所中部病院長寿医療研究センターで勤めた（2008年没）。
- 次男 明：東京大学法学部卒業。裁判官。退官後に法政大学法科大学院教授を務めた（2024年没）。
- 三女 禮子：囲碁棋士（七段）（1996年没）、小林光一名誉三冠の前妻、小林泉美の母。張栩九段の岳母。
- 四女 智子：慶應義塾大学卒業。毎日放送アナウンサーを務めた（2009年没）。
- 五女：東京教育大学卒業。福祉の道へ。
- 三男：東京大学経済学部卒業。東京都庁勤務。

## 打碁集・著作
- 呉清源との共著（ライター安永一）『圍棋革命 新布石法 星・三々・天元の運用 』平凡社 1934年（再刊 安永一の共著の名義あり、三一書房 1994年）
- 『現代の名局3・4 木谷実』誠文堂新光社 1968年
- 『木谷實全集』全5冊 筑摩書房 1977年
- 『木谷實（上）（下）』（現代囲碁大系8,9）筑摩書房